# Benigna Cardoso da Silva
Benigna Cardoso da Silva (15. října 1928 Santana do Cariri – 24. října 1941 Santana do Cariri) byla brazilská římská katolička, zavražděná po neúspěšném pokusu o znásilnění. Katolická církev ji uctívá jako blahoslavenou mučednici.

## Život
Narodila se dne 15. října 1928 ve vesnici u obce Santana do Cariri v brazilském státě Ceará jako poslední ze čtyř dětí rodičům Josému Cardosovi da Silva a Terese Marii da Silva. Její tři sourozenci se jmenovali Carmélia, Alderi a Cirineu. Její otec zemřel ještě před jejím narozením a matka když jí byl jeden rok. Po smrti její matky si ji a její sourozence adoptovaly sestry Rosa a Honorina Sisnandovi.
V dětství ráda chodila na procházky se svými sourozenci nebo dělala pikniky a byla známá svou zbožností a pravidelnou účastí mše svaté. Kromě toho také dělala domácí práce. Nejsou žádné fotografie, na kterých by byla zachycena, ale dle popisů byla středního vzrůstu, štíhlá s kulatým obličejem, s tenkou bradou a s hnědýma očima s mírným strabismem.
Roku 1941, když jí bylo dvanáct let, ji začal obtěžovat jen o něco málo starší Raimundo Alves Riberio (známý jako Raul), který jí často nabízel rande, což však opakovaně odmítala, jelikož s ním nechtěla mít nic společného a navíc si na podobné věci připadala příliš mladá. V obavách požádala o radu svého zpovědníka Cristiana Coelha Rodriguese, který jí poradil, aby se Raulovi postavila a odmítala ho. Ten však začal být kvůli jejímu stálému odmítání frustrovaný.
Dne 24. října 1941, pouhý týden po svých třináctých narozeninách šla pro vodu ke studni za vesnicí. To odpoledne se do křoví u cesty, kterou měla jít schoval Raul a když šla kolem vyskočil a zaútočil na ni. Nadále mu však odolávala, což ho rozzuřilo natolik, že vytáhl svou mačetu a čtyřikrát ji jí udeřil. První rána jí zranila tři prsty na pravé ruce, druhá ji zasáhla do čela. Třetí úder jí zasáhl žaludek a čtvrtý úder, po kterém okamžitě zemřela jí probodl krk. Stalo se tak asi v 16:00 odpoledne. Vrah následně z místa činu uprchl. Později objevil její bratr Cirineu, který ji šel hledat její zakrvácené ostatky. Její pohřeb se konal 25. října téhož roku. Místní úřady ihned začali z vyšetřováním vraždy. Policie následně zatkla několik podezřelých, včetně jejího bratra Cirineua. Ti však byli po Raulově zatčení propuštěni. Raul si poté odpykal svůj trest ve vězení a poté, co byl propuštěn se roku 1991 vrátil na místo činu a vyjádřil lítost nad tím, co provedl. Poblíž místa vraždy byl později vystavěn památník s kaplí. Její ostatky byly dne 26. května 2012 přeneseny do farního kostela v Santana do Cariri.

## Úcta
Její beatifikační proces započal dne 31. ledna 2013, čímž obdržela titul služebnice Boží. Dne 2. října 2019 podepsal papež František dekret o jejím mučednictví.
Blahořečena pak byla dne 24. října 2022 ve městě Crato. Obřadu předsedal jménem papeže Františka kardinál Leonardo Ulrich Steiner.
Její památka je připomínána 24. října. Bývá zobrazována v červených bíle tečkovaných šatech, v sandálech a s vědrem.